# 土庫曼斯坦節日
以下是土庫曼斯坦節日的列表。

## 土庫曼斯坦節日
| 日期          | 中文譯名                     | 備註                                               |
| ------------- | ---------------------------- | -------------------------------------------------- |
| 1月1日        | 元旦                         | ……                                                 |
| 1月12日       | 紀念日                       | 紀念1881年保衛奧克捷佩堡抗俄戰役中犧牲的戰士       |
| 2月19日       | 土庫曼斯坦國旗日             | 慶祝土庫曼斯坦終身總統尼亞佐夫生日                 |
| 3月20日-22日  | 波斯曆新年                   | 春分                                               |
| ……            | 節水日                       | 每年4月份第一個星期日                              |
| ……            | 賽馬節                       | 民族節日，每年4月份最後一個星期日                  |
| 5月8日        | 哀悼日                       | 紀念第二次世界大戰時衛國戰爭中犧牲的烈士           |
| 5月9日        | 抗戰勝利日                   | 土庫曼人民民族節日                                 |
| 5月18日       | 復興、統一和馬赫冬古利詩歌日 | ……                                                 |
| ……            | 地毯節                       | 民族節日，每年5月份最後一個星期日                  |
| ……            | 小麥節                       | 民族節日，每年7月份第三個星期日                    |
| ……            | 甜瓜節                       | 民族節日，每年8月份第二個星期日                    |
| ……            | 油氣、電力及地質工作者日     | 每年9月份第二個星期六                              |
| ……            | 歌手節                       | 每年9月份第二個星期日                              |
| 10月6日       | 哀悼日                       | 紀念1948年10月6日阿什哈巴德大地震遇難者            |
| 10月27日-28日 | 國家獨立紀念日               | ……                                                 |
| ……            | 健康日                       | 每年11月第一個星期六                               |
| ……            | 豐收節 / 睦鄰節              | 每年11月最後一個星期日                             |
| 12月12日      | 中立日 / 青年大學生日        | 紀念1995年12月12日聯合國承認土庫曼斯坦為永久中立國 |

此外，土庫曼斯坦政府每年會確定具體下列伊斯蘭教重大節日的假期，包括：
| 伊斯蘭曆節日      |          |                                              |
| 日期              | 中文譯名 | 備註                                         |
| 閃瓦魯月1-3日     | 開齋節   | 穆斯林慶祝齋月結束的節日                     |
| 都爾黑哲月10-12日 | 古爾邦節 | 穆斯林紀念先知易卜拉欣忠實執行真主命令的節日 |

## 外部連結
- Public holidays in Turkmenistan （页面存档备份，存于）, Turkmenistan: The Bradt Travel Guide, 2006, pp. 48-51, on Google Books
- Holidays in Turkmenistan